# Jacques Amyot
Jacques Amyot, francoski renesančni pisatelj, prevajalec, pravnik, pedagog in škof, * 30. oktober 1513, Melun, † 6. februar 1593, Auxerre.